# Huskisson
Huskisson is een dorpje in New South Wales, Australië, in de gemeente Shoalhaven. Het ligt aan de Jervisbaai, 24 km ten zuidoosten van Nowra. Huskisson werd genoemd naar de Britse politicus William Huskisson. Zo'n 1600 mensen zijn woonachtig in Huskisson.

## Toerisme
Huskisson was vroeger bekend om zijn scheepsbouwindustrie; men kan er nog steeds een blik werpen op deze eens bloeiende industrie in het Lady Denman Heritage Complex. Er is onder meer een maritiem museum en de Lady Denman Ferry te bezichtigen. Deze boot is een mooi voorbeeld van de scheepsbouw van deze regio. Vandaag de dag vormen vooral visserij en toerisme de belangrijkste inkomstenbronnen in het dorp.